# نیروی زمینی مغولستان
نیروی زمینی مغولستان (انگلیسی: Mongolian Ground Force) نیروی زمینی زیرمجموعه نیروهای مسلح مغولستان است، که پیشینه شکل‌گیری آن به سال ۱۹۲۱ بازمی‌گردد.
فرم کنونی این نیرو در سال ۱۹۹۲ از بخش‌هایی از ارتش خلق سابق مغولستان تشکیل شد. این نیرو تا سال ۲۰۱۶ با نام «نیروی عمومی مغولستان» شناخته می‌شد.